# Тябин, Николай Иванович
Николай Иванович Тябин (1922—1991) — советский учёный-полярник.

## Биография
Родился 26 февраля 1922 года в городе Кулебаки Нижегородской области.
В 1940 году поступил в Ленинградский гидрографический институт, откуда в 1941 году был призван на фронт в качестве рядового в состав 291-го отдельного батальона ремонтного снабжения боевых машин.
После демобилизации в ноябре 1945 года возвратился в институт, который закончил в 1951 году по специальности «инженер-океанолог». В этом же году поступил на работу в ААНИИ на должность младшего научного сотрудника в отдел долгосрочных ледовых прогнозов, где работал в области научно-оперативного обслуживания навигации по Восточному сектору Арктики.
В 1948 году на ледоколе «Ф. Литке» работал в арктической экспедиции в западном секторе Арктики; в 1949 году — в ледовом патруле на деревянном гидрографическом судне «Темп» в Беринговом и Чукотском морях.
В навигацию 1951 года Н. И. Тябин был направлен старшим гидрологом научно-оперативной группы Штаба морских операций в Восточный район Арктики. В 1953 году он являлся руководителем этой группы, а в навигацию 1954 года возглавлял научно-оперативную группу Центрального района Арктики и принимал непосредственное участие в организации научно-исследовательской обсерватории Тикси, директором которой он являлся с 1958 по 1962 годы. В период работы в обсерватории в 1956 году — Н. И. Тябин был участником высокоширотной комплексной экспедиции «Север-8», проводившей исследования в Центральном Полярном бассейне. В 1958 году он защитил кандидатскую диссертацию, которая была посвящена исследованию влияния солнечной активности на гидрометеорологические условия атлантического сектора Арктики.
В 1960 году, находясь на посту директора научно-исследовательской обсерватории Тикси, Н. И. Тябин руководил высокоширотной экспедицией «Север-12». Осенью 1961 года Тябин являлся ответственным специалистом по обеспечению ледовыми разведками атомохода «Ленин» во время его исторического рейса по высадке на дрейфующие льды станции «Северный полюс-10». С 1962 по 1964 годы он был заместителем начальника 8-й Советской Антарктической экспедиции (САЭ) по научной работе и руководителем зимовочного отряда Обсерватории Мирный. В 1966 году Тябин вновь вернулся на работу в Тикси, где руководил научно–оперативной группой Штаба морских операций порта.
В 1967 году Н. И. Тябин возглавил высокоширотную экспедицию «Север-19», которая обеспечила работу дрейфующих станций «СП-13» и «СП-16». С апреля 1968 года Тябин исполнял обязанности начальника отделения научных экспедиций ААНИИ, а с 1969 по 1977 годы — был заместителем директора ААНИИ по научной работе.
В 1974 году Н. И. Тябин был заместителем начальника советской части международной экспедиции «ТРОПЭКС-74» на НИС «Профессор Зубов».
Затем в разные годы Тябин руководил несколькими сезонными антарктическими экспедициями: с 1976 по 1977 годы — 22-й САЭ, с 1983 по 1984 годы — 29-й САЭ и с 1985 по 1986 годы 31-й САЭ, а также возглавлял зимовочный состав 25-й САЭ, где был начальником АМЦ «Молодёжная».
За время работы в ААНИИ, до 1986 года, Николай Иванович Тябин руководил лабораторией методов гидрологических наблюдений, позднее работал в качестве старшего научного сотрудника отдела взаимодействия океана и атмосферы. Он является автором более 32 научных работ.
Умер 24 августа 1991 года.

### Интересный факт
- В Кулебакском городском музее имеются чучела пингвинов, которые привёз Тябин[2].

## Награды и звания
- Награждён орденом Октябрьской Революции.
- За участие в Великой Отечественной войне награждён медалями «За оборону Ленинграда», «За победу над Германией», «За боевые заслуги».
- В послевоенное время награждён юбилейными медалями «Двадцать лет Победы в Великой Отечественной войне 1941-1945 гг.», «Тридцать лет Победы в Великой Отечественной войне 1941-1945 гг.», «50 лет Вооружённых Сил СССР», «60 лет Вооружённых Сил СССР» и «70 лет Вооружённых Сил СССР», медалью «За трудовое отличие», юбилейной медалью «За доблестный труд в ознаменование 100-летия со дня рождения В. И. Ленина».
- Награждён значками «Почётный Полярник», «Отличник Гидрометслужбы СССР».